# 조선민주주의인민공화국 평양건설위원회
조선민주주의인민공화국 평양건설위원회(朝鮮民主主義人民共和國 平壤建設委員會)는 평양시 도시정비 사업을 총괄적으로 관리하고 운영하는 역할을 관장하는 조선민주주의인민공화국의 내각 중앙 행정 기관이다. 2002년 수도정비 전반을 종합적이고 체계적으로 관리할 수 있도록 평양시 산하 수도건설연합총국 등 관련 기관들을 부총리 산하로 격상시켰다.

## 연혁
- 2002년 4월 29일 : 수도건설위원회 신설
- 2003년 12월 : 수도건설위원회 폐지(평양시 수도건설위원회 및 평양시 건설총국, 평양시 건설지도국 등으로 환원)
- 2006년 1월 :  '당 근로단체 및 수도건설부' 혹은 '당 행정 및 수도 건설부'에 부속
- 2008년 11월 :  내각 산하의 수도건설부로 분리
- 2012년 4월 : 수도건설위원회로 환원
- 2022년 4월 : 평양건설위원회로 명칭 변경

## 역대 위원장
- 신일남 : 2002년 ~ 2003년
- 김인식 : 2012년 4월 ~ 2014년 4월
- 조석호 : 2014년 4월 ~